# Tetrahedron Letters
Tetrahedron Letters è una rivista internazionale con frequenza settimanale per la pubblicazione celere di ricerche originali e complete nel settore della chimica organica.
Secondo il Journal Citation Reports, il giornale ha nel 2014 un impact factor di 2.379 ed è classificata 22ª su 57 riviste nella categoria "Chimica organica".

## Servizi d'indicizzazione e di abstract
La rivista viene riportata dalle seguenti basi di dati bibliografiche:
- AGRICOLA
- BIOSIS
- Beilstein database
- CAB Abstracts
- Chemical Abstracts
- Chemical Engineering Biotechnology Abstracts
- Current Biotechnology Abstracts
- Current Contents Search
- Current Contents/Life Sciences
- Current Contents/Physics, Chemical, & Earth Sciences
- Derwent Drug File
- El Compendex Plus
- Excerpta Medica
- MEDLINE
- Pascal
- Research Alert
- Science Citation Index
- Scisearch
- Scopus[2]